# Дахуан Самерс
Дахуан Самерс (енгл. DaJuan Michael Summers; Балтимор, 24. јануар 1988) амерички је кошаркаш. Игра на позицији крила. 

## Биографија
Од 2006. до 2009. играо је на Универзитету Џорџтаун за екипу Џорџтаун хојаса. На НБА драфту 2009. је изабран у другој рунди као укупно 35. пик од стране Детроит пистонса.
Прве две сениорске сезоне провео је управо у редовима Пистонса, где имао је статус резерве и у 66 наступа достигао просек од око 9 минута и 3,2 поена по мечу. У јулу 2011. потписао је двогодишњи уговор са Монтепаскијем из Сијене, али се тамо задржао само до октобра исте године и у том периоду је са овим тимом освојио Суперкуп Италије. За остатак сезоне 2011/12. вратио се у НБА, али овога пута као играч Њу Орлеанс хорнетса са којима је забележио за сада своје најбоље статистике у овој лиги. Након неуспелог покушаја сарадње са Шарлот бобкетсима, од децембра 2012. прешао је у Мејн ред клозе из НБА развојне лиге. У том такмичењу био је изабран у трећу поставу идеалног тима, а играо је и ол-стар утакмицу. Од средине марта 2013. био је играч Лос Анђелес клиперса са којима је и окончао сезону 2012/13. Од јула 2013. поново је у Европи, а у сезони 2013/14. играо је за украјински Будивељник који је тада освојио национално првенство. Сезону 2014/15. је провео у екипи Гран Канарије.

## Успеси

### Клупски
- Монтепаски Сијена:
  - Суперкуп Италије (1): 2011.

- Будивељник:
  - Првенство Украјине (1): 2013/14.

### Појединачни
- Учесник ол-стар утакмице НБА развојне лиге (1): 2012/13.
- Трећа постава идеалног тима НБА развојне лиге (1): 2012/13.